# Tokina

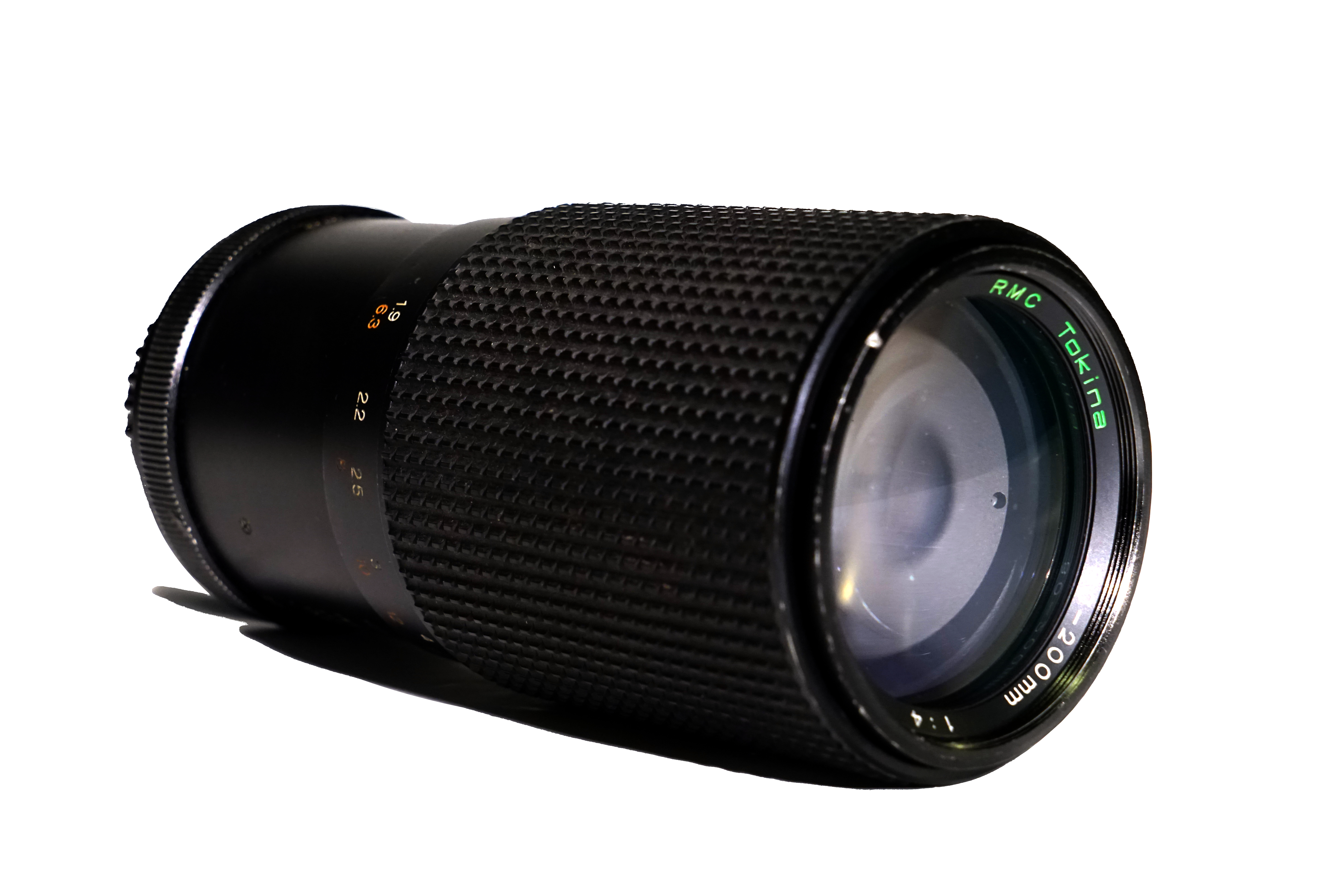
RMC Tokina 80-200 mm F4

Tokina Co., Ltd. est une entreprise japonaise de fabrication d´objectifs photographiques et de systèmes de vidéosurveillance.
Le 22 juin 2011, Tokina annonce sa fusion avec la société Kenko

## Principaux produits

### Objectifs photographiques
Voici les objectifs en vente du moment :
TOKINA 10-17mm Fisheye F3.5-4.5 DX ATX

TOKINA 100mm F2.8 ProD Macro ATX
TOKINA 11-16mm F2.8 ATX Pro DX
TOKINA 12-24mm F4.0 Pro DX ATX II
TOKINA 16-28mm AT-X F2.8 Pro FX
TOKINA 35mm F2.8 ATX Pro DX Macro
Cette marque possède aussi un parc d'objectifs sur monture de type M42.